# Вулиця Восьмого Березня (Єреван)
Ву́лиця Во́сьмого Бе́резня (вірм. Մարտի 8-ի փողոց) — одна із вулиць Єревана, столиці Вірменії, розташована в районі Кентрон. Названа на честь Міжнародного жіночого дня, який відзначається 8 березня. Вулиця починається від вулиця Алека Манукяна, тягнеться на північний схід, перетинає 3-тю вулицю Айгестанською та закінчується 4-ю вулицею Айгестанською.